# Utholm

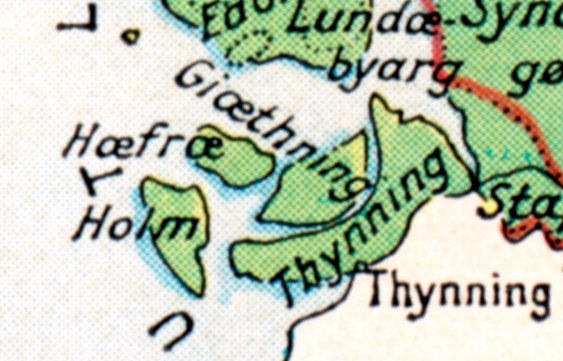
Eiderstedter Harden im 13. Jh. mit Utholm, Hever, Evershop (Giæthning/Garding) und dem eigentlichen Eiderstedt (Thynning/Tönning)

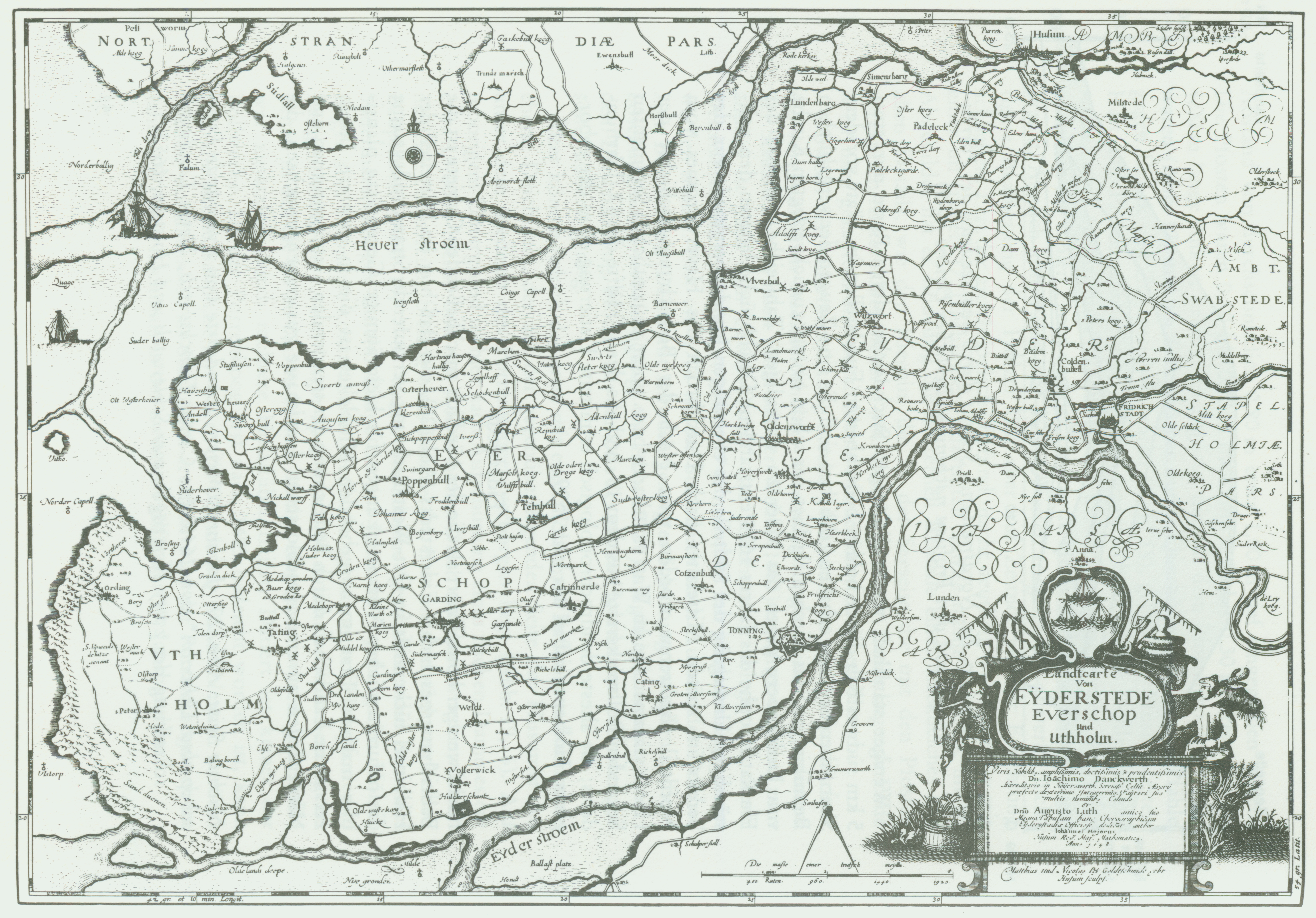
Johannes Mejer: „Landcarte von Eyderstede Eveschop un Uthholm“ 1648 aus
„Neue Landesbeschreibung der zwei Herzogtümer Schleswig und Holstein“ von Caspar Danckwerth 1652

Kreis Eiderstedt

Utholm (dänisch: Udholm) ist der Name einer Harde, die den Südwestteil des heutigen Eiderstedts im Kreis Nordfriesland im Bundesland Schleswig-Holstein umfasste. 
Utholm war im Mittelalter ein Teil der als Uthlande (Außenlande) bezeichneten dreizehn Marsch- und Inselharden im Südwesten Jütlands. 1362 wurde Utholm durch die Zweite Marcellusflut zu einer Insel, ebenso die nahegelegene Harde Everschop. Im Rahmen der Landgewinnung in den folgenden Jahrhunderten wuchs Utholm wieder mit den Harden Everschop und Eiderstedt zur Halbinsel zusammen. Der Name Dreilande bürgerte sich ein. Heute führt die so entstandene Halbinsel den Namen Eiderstedt.
Das Wappen des Kreises Eiderstedt zeigt in Blau drei rechtshin segelnde dreimastige goldene Schiffe (2:1) mit silbernen Segeln und roten Wimpeln. Auf dem Großsegel je das Zeichen der drei Eiderstedter Harden: Für Utholm ein hervorbrechender blauer Leopard; für Everschop eine blaue Karausche und für Eiderstedt ein roter Ochsenkopf.